# Ezri Dax
„Ezri Dax” este un personaj fictiv din serialul TV Star Trek: Deep Space Nine din franciza Star Trek. 
Este interpretat de Nicole de Boer.
Personajul Ezri Dax a fost adăugat după brusca plecare a lui Terry Farrell care o interpreta pe Jadzia Dax. Personajul acesteia a murit, iar scenariștii au introdus-o pe Ezri - o tânără trill, ofițer al Flotei Stelare și noua gazdă a simbiontului Dax. Lipsită de pregătirea necesară acestei uniuni, ea este deseori frustrată de diverse aspecte ale relației simbiotice și de amintirile din cele opt vieți pe care le-a moștenit. Ea se confruntă de asemenea cu amintirea iubirii pe care Jadzia o simțea pentru Worf, dar și cu propria atracție față de dr. Bashir.